# Phrixometra
Genre
Phrixometra est un genre de comatules antarctiques de la famille des Antedonidae.

## Liste d'espèces
Selon World Register of Marine Species (31 mars 2015) :
- Phrixometra exigua (Carpenter, 1888) -- Antarctique
- Phrixometra longipinna (Carpenter, 1888) -- Atlantique sud abyssal et Antarctique
- Phrixometra nutrix (Mortensen, 1918) -- Antarctique
- Phrixometra rayneri John, 1938 -- Antarctique